# Boża Wólka
Boża Wólka (dawniej niem. Bosembwolka, 1938–1945 Dreißighuben)) – wieś w Polsce położona w województwie warmińsko-mazurskim, w powiecie mrągowskim, w gminie Mrągowo. W latach 1975–1998 administracyjnie należała do województwa olsztyńskiego.
Wieś leży nad Jeziorem Boskim (inna nazwa to Jezioro Łąkowe).

## Historia
Wieś wzmiankowana w XV w., ale prawdopodobnie istniała już wcześniej jako wieś lenna (służebna). W 1467 r. tutejszy lennik krzyżacki sprzedał swoich 7,5 łana Erazmowi Konopackiernu (Compaschke). Powstał tu folwark szlachecki, należący do majątku ziemskiego w Bożem. Przy folwarku powstała wieś pańszczyźniana. Folwark wraz z wsią, obejmujących łącznie 30 włók należał do kolejnych właścicieli: Schlubhutów, Komorowskich, Suchodolskich, Rogala-Biebersteinów.
W 1785 r. Boża Wólka, łącznie z należąca do niej gajówką, liczyła 11 dymów (domów). Ww 1815 r. było tu 72 mieszkańców, w 1838 r. – 98 mieszkańców i 5 domów. W 1897 r. przekazano do użytku przystanek kolei wąskotorowej Mrągowo-Kętrzyn, zlokalizowany tuż za wsią, od strony północno-wschodniej. Po pierwszej wojnie światowej założono we wsi szkołę. W 1920 r. majątek ziemski rozparcelowana na gospodarstwa chłopskie. W 1935 r. do tutejszej szkoły uczęszczało 34 dzieci (wraz z dziećmi z Witomina). W 1937 r. w Bożej Wólce, określanej jako "wieś i wybudowanie" mieszkały 174 osoby. W 1938 r., w ramach akcji germanizacyjnej ówczesne władze niemieckie zmieniły urzędową nazwę wsi z Bosembwolka na Dreißighuben.
W 1973 r. do sołectwa Boża Wólka należała także osada Witomin.